# 圣克里斯托
圣克里斯托（法語：Saint-Christaud，法語發音：[sɛ̃ kʁisto]）是法国上加龙省的一个市镇，属于米雷区。

## 地理
圣克里斯托（43°11'21"N, 1°7'44"E）面积10.87 平方千米，位于法国奧克西塔尼大區上加龙省，该省份为法国西南部内陆省份，西南端与西班牙接壤，自此顺时针与上比利牛斯省、热尔省、塔恩-加龙省、塔恩省、奥德省和阿列日省接壤。
与圣克里斯托接壤的市镇（或旧市镇、城区）包括：加龙河畔让萨克、卡泽尔、库拉代尔、古特韦尔尼斯、蒙伯罗、蒙泰斯基厄沃尔韦斯特尔、勒普朗、圣米歇尔。

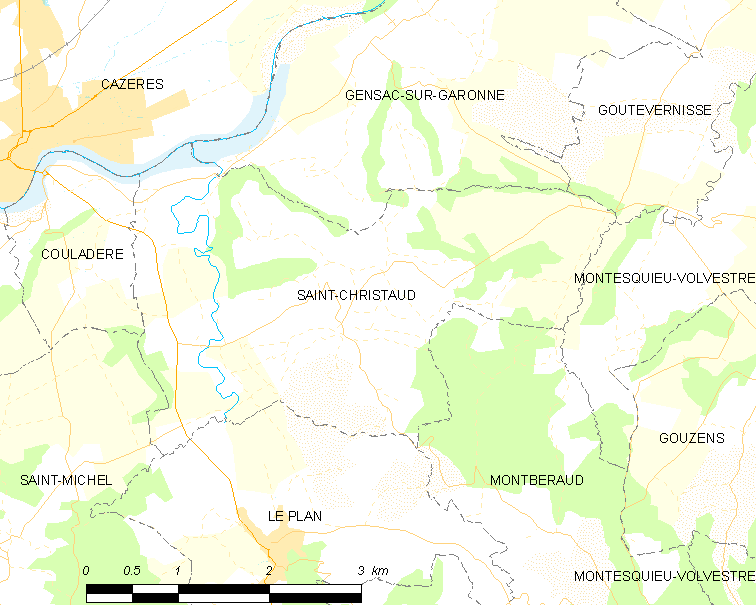
圣克里斯托的OSM定位图

圣克里斯托的时区为UTC+01:00、UTC+02:00（夏令时）。

## 行政
圣克里斯托的邮政编码为31310，INSEE市镇编码为31474。

## 政治
圣克里斯托所属的省级选区为欧特里沃县。

## 人口

1962-2008年间圣克里斯托人口变化图示

圣克里斯托于2022年1月1日时的人口数量为236人。